# 百河豚美術館
百河豚美術館（いっぷくびじゅつかん、Ippuku Museum of Art）は、富山県下新川郡朝日町不動堂にある美術館。一般財団法人百河豚美術館により運営されている。富山県博物館協会会員。館名は河豚（ふぐ）を愛した青柳氏の号「百河豚」をそのまま使用し、心の安らぎを意味する一服（いっぷく）という意味も込められている。

## 沿革
1982年10月31日に起工式が挙行され、1983年4月27日に上棟式、同年8月8日に開館式が挙行され（当時の展示品は132点）、同年8月10日に開館した。
2013年4月1日、運営が一般財団法人へ移行された。

## 概要
建物は鉄筋コンクリート造2階建てで延床面積498.19m2。隣接する不動堂遺跡と調和する優美なピラミッド形の建物が特徴で、1階にロビーと事務室、2階が展示室となっている。敷地は約6,000m2と広く、美術館の周囲は池となっており、橋を渡って入館するようになっている。
朝日町出身の実業家青柳政二が収集した日本や東洋の古美術品を展示している。東洋を題材とした美術館としては北陸でも数少ないとされている。
『素晴らしい芸術と美しい大自然の調和』という青柳氏の理念によって、四季折々の草花を見ながら美術館を一周できる周遊式庭園や、多数の鯉が飼育されているいっぷく池などが備えられている。
館蔵品は、浮世絵、水墨画、大和絵、陶磁器、金工、漆工、木工、書物、仏像など多岐にわたり、特に江戸時代初期の陶芸家、野々村仁清のコレクションが特徴となっている。

## 備考
営業時間は9:00 - 17:00（入館は16:00まで、月曜日（祝日の場合は翌日）、展示替期間、年末年始は休業。30台分、身障者用4台分の無料駐車場あり。